# Bartini Beriev VVA-14
Bartini Beriev VVA-14 (Vertikal`no-Vzletayuschaya Amphibia) (máy bay lưỡng cư cất hạ cánh thẳng đứng) là một loại máy bay được Liên Xô phát triển trong thập niên 1970. Máy bay được thiết kế bởi nhà thiết kế người Ý Robert Ludvigovich Bartini. Khi nhà thiết kế Robert Bartini qua đời năm 1974 khiến dự án đình trệ trước khi bị hủy bỏ dù các mẫu thử nghiệm đã thực hiện 107 lần cất cánh với tổng thời gian bay đạt 103 giờ. Chiếc VVA-14 số hiệu 19172, một trong hai mẫu thử được chế tạo, được đưa về trưng bày tại bảo tàng Không quân Liên bang Nga tại Monino năm 1987.

## Tính năng kỹ chiến thuật (VVA-14M1)
Đặc điểm tổng quát
- Kíp lái: 3
- Chiều dài: 25.97 m (85 ft 2 in)
- Sải cánh: 30 m (98 ft 5 in)
- Chiều cao: 6.79 m (22 ft 3 in)
- Diện tích cánh: 217.79 m2 (2344 ft2)
- Trọng lượng rỗng: 23.236 kg (51.119 lb)
- Trọng lượng có tải: 52.000 kg (114.400 lb)
- Động cơ: (Hành trình) 2 × kiểu turbofan D-30M, lực đẩy 67 kN (15062 lbf) mỗi chiêc

(VTOL – không lắp) 12 × 12 động cơ nâng kiểu turobfan RD-36-35 PR, lực đẩy 43 kN (9,666 lbf) mỗi chiếc
Hiệu suất bay
- Vận tốc cực đại: 760 km/h (472 mph)
- Vận tốc hành trình: 640 km/h (398 mph)
- Tầm bay: 2.450 km (1.522 dặm)
- Trần bay: 8.000-10.000 m (26.247-32.808 ft)